# Zotalemimon lineatoides
Zotalemimon lineatoides är en skalbaggsart som först beskrevs av Stefan von Breuning 1969.  Zotalemimon lineatoides ingår i släktet Zotalemimon och familjen långhorningar. Inga underarter finns listade i Catalogue of Life.